# Mate Trojanović
Mate Trojanović (ur. 20 maja 1930 w Metkoviciu, zm. 27 marca 2015 w Mariborze) – chorwacki wioślarz reprezentujący Jugosławię, złoty medalista olimpijski.
Wystąpił na igrzyskach olimpijskich w Helsinkach w 1952 roku, gdzie osada Jugosławii w składzie: Duje Bonačić, Velimir Valenta, Mate Trojanović i Petar Šegvić zdobyła złoty medal w czwórkach bez sternika. W finale o 2,9 sekundy wyprzedzili Francuzów, a o 7,3 sekundy pokonali osadę Finlandii. Był to jego jedyny start olimpijski i zarazem jedyny w historii złoty medal w wioślarstwie dla Jugosławii.
Na rozgrywanych rok później mistrzostwach Europy w Kopenhadze w tym samym składzie zajęli piąte miejsce.
Z wykształcenia był weterynarzem.